# Antoine van Nispen tot Pannerden
Jhr. Antoon Eduard Marie (Antoine) van Nispen tot Pannerden (Zevenaar, 20 april 1884 – aldaar, 20 januari 1964) was een Nederlands burgemeester.

## Familie
Antoine van Nispen tot Pannerden, binnen de familie Van Nispen ook Tanne genoemd, werd geboren op huize Hoek. Hij was een zoon van jhr. Otto Carel Jan Christiaan Lodewijk Marie van Nispen tot Pannerden, heer van Pannerden, den Berenclauw en Rijswijk (1844-1905), wethouder in Zevenaar en lid van de Provinciale Staten, en diens tweede echtgenote jkvr. Louise Josephine Johanna Maria van Grotenhuis van Onstein (1852-1916). Vier van zijn broers werden burgemeester. Hij was getrouwd met Clara Maria de Nerée tot Babberich (1886-1975), lid van de familie De Nerée. Uit dit huwelijk werden zes kinderen geboren, onder wie Ernest en Antoon.

## Loopbaan
Op 27-jarige leeftijd werd Van Nispen benoemd tot burgemeester van Didam. In 1920 volgde zijn benoeming in zijn geboorteplaats Zevenaar. Zijn grootvader Carel Everhard van Nispen van Pannerden was daar eerder burgemeester geweest. Van Nispen was daarnaast lid van de Provinciale Staten van Gelderland (1923-1926). 
Tijdens de Tweede Wereldoorlog bleef Van Nispen aanvankelijk aan als burgemeester. Toen de Duitsers in 1944 een frontlinie wilden aanleggen langs de Rijn eisten zij van de provincie Gelderland 40.000 mannen voor de uit te voeren werkzaamheden, waarvan 300 uit Zevenaar. Ze gijzelden tien inwoners van Zevenaar om hun eis kracht bij te zetten en dreigden deze te doden als zich niet voldoende mannen zouden aanmelden. Van Nispen deed noodgedwongen op 9 september 1944 de oproep aan de bevolking, staande op een stoel op de Markt. Hij ging direct daarop met ziekteverlof. Na de oorlog keerde hij terug in het ambt, maar in 1946 ging hij, op advies van het Ministerie van Binnenlandse Zaken, met pensioen.
Hij overleed na een langdurige ziekte, op 79-jarige leeftijd en werd bijgezet in het familiegraf in Zevenaar.